# Great Comberton
Great Comberton – wieś w Anglii, w hrabstwie Worcestershire, w dystrykcie Wychavon. Leży 17 km na południowy wschód od miasta Worcester i 148 km na północny zachód od Londynu.